# Parafia Nawiedzenia Najświętszej Maryi Panny w Grabówce
Parafia Nawiedzenia Najświętszej Maryi Panny w Grabówce − parafia rzymskokatolicka znajdująca się w archidiecezji przemyskiej, w archiprezbiteracie sanockim, w dekanacie Grabownica. 

## Historia
W 1921 roku do Grabówki przeniesiono drewniany kościół z Grabownicy Starzeńskiej. Po złożeniu kościół w 1922 roku poświęcono, a polichromię wykonał artysta W. Lisowski.
10 kwietnia 1946 roku dekretem bpa Franciszka Bardy została erygowana ekspozytura, z wydzielonego terytorium parafii Grabownica.
18/19 kwietnia 2007 roku kościół został zniszczony przez pożar, po którym ocalał tylko przedsionek i poważnie nadpalone ściany.
W latach 2008–2010 zbudowano obecny murowany kościół, który 9 grudnia 2009 roku poświęcił abp Józef Michalik.
Na terenie parafii jest 850 wiernych (w tym: Grabówka – 541, Lalin – 268).
Proboszczowie parafii:
1946–1965. ks. kan. Leon Wilk (ekspozyt).
1965–1968. ks. Jan Barć (ekspozyt)
1968–1986. ks. Roman Mroszczyk.
1986–?. ks. Franciszek Surówka.
 ?–?. ks. Stefan Tomas.
 ?–2011.ks. Kazimierz Gancarz.
2011–2017. ks. kan. Jerzy Ziaja.
2017– nadal ks. kan. Józef Watras.

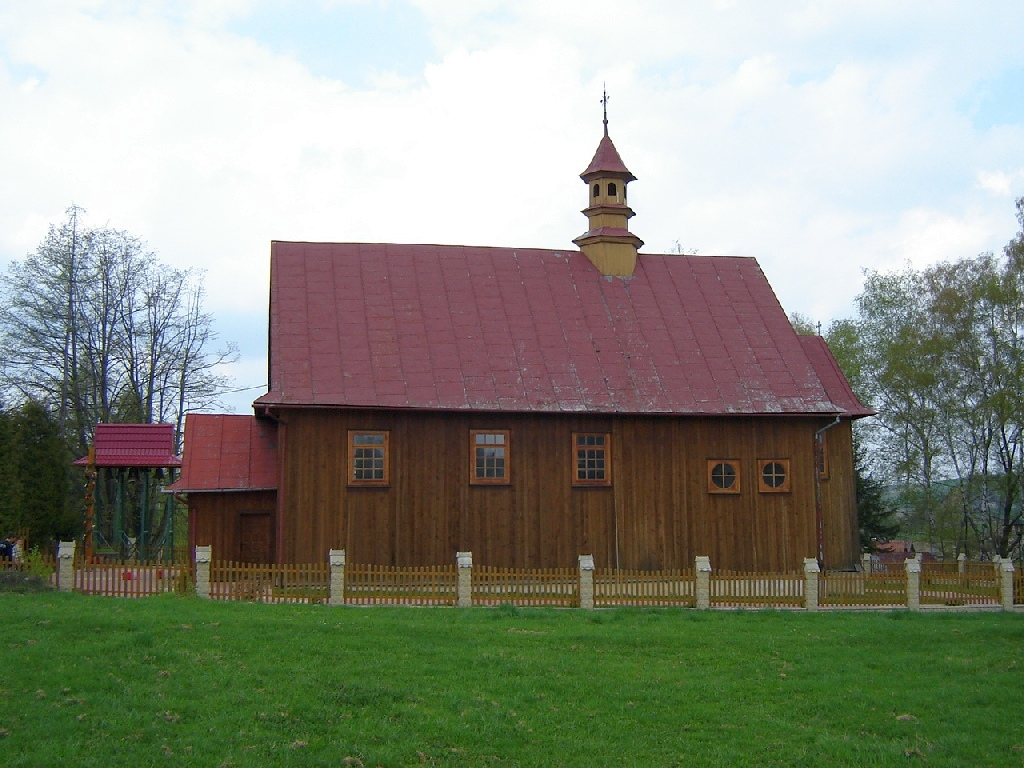
Stary kościół parafialny, spalony w 2007
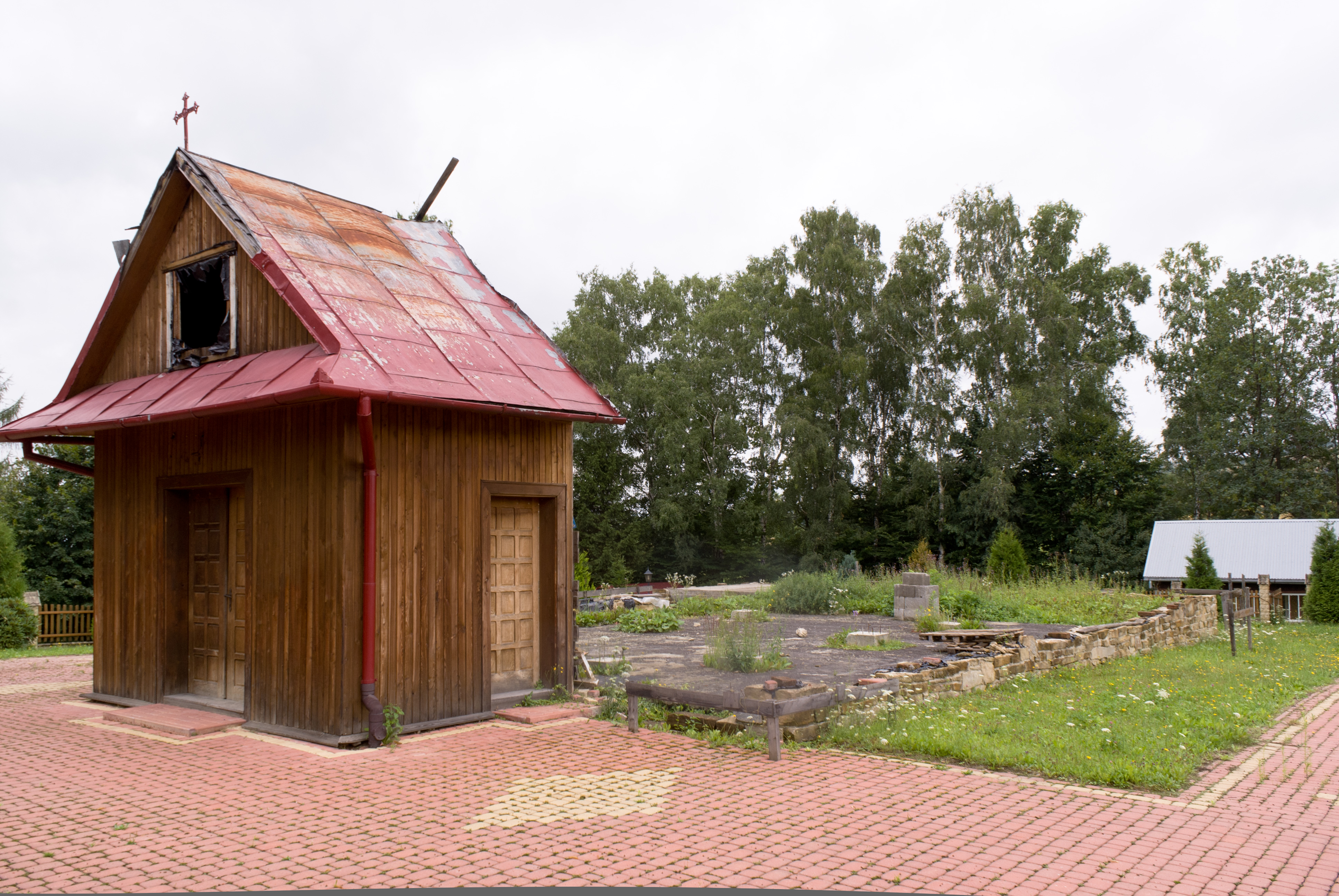
Przedsionek starego kościoła
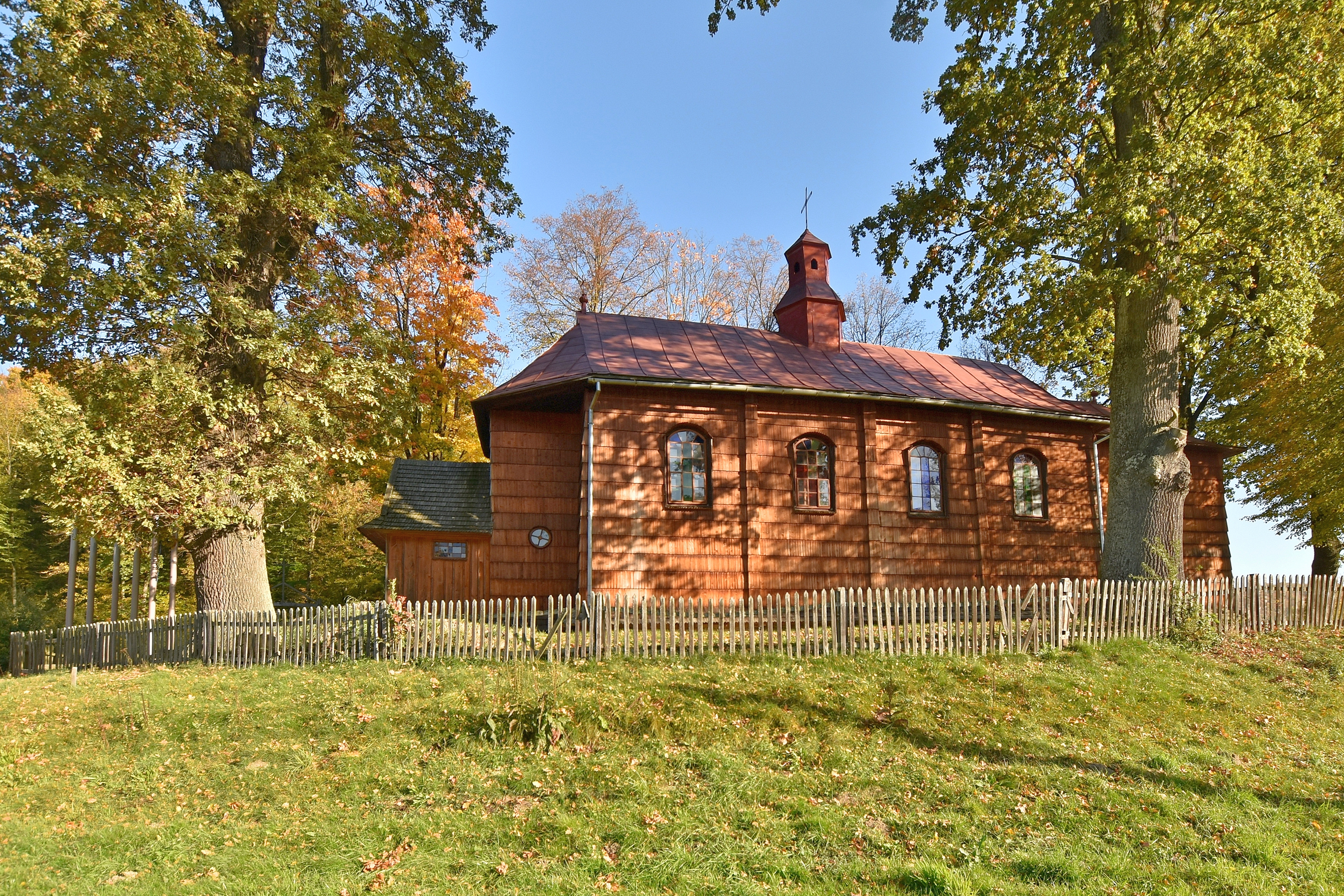
Kościół filialny w Lalinie (2021)